# Stechow-Ferchesar
Stechow-Ferchesar ist eine Gemeinde im brandenburgischen Landkreis Havelland. Sie gehört zum Amt Nennhausen mit Sitz in Nennhausen.

## Geografie
Stechow-Ferchesar liegt ca. 10 km nordöstlich von Rathenow, ca. 62 km westlich von Berlin-Spandau und südlich des Großen Havelländischen Hauptkanales. Der Ortsteil Ferchesar liegt am Havelsee Hohennauener-Ferchesarer See, an dem sich der Yachthafen Ferchesar befindet. Die Region um Ferchesar-Stechow ist sehr wald- und seenreich. Der Ortsteil Ferchesar selbst liegt am Ende des Hohennauener-Ferchesarer Sees. Zu weiteren Seen in unmittelbarer Nähe gehören der Fennsee, der Trintsee und der Lochower See.
Nachbarorte

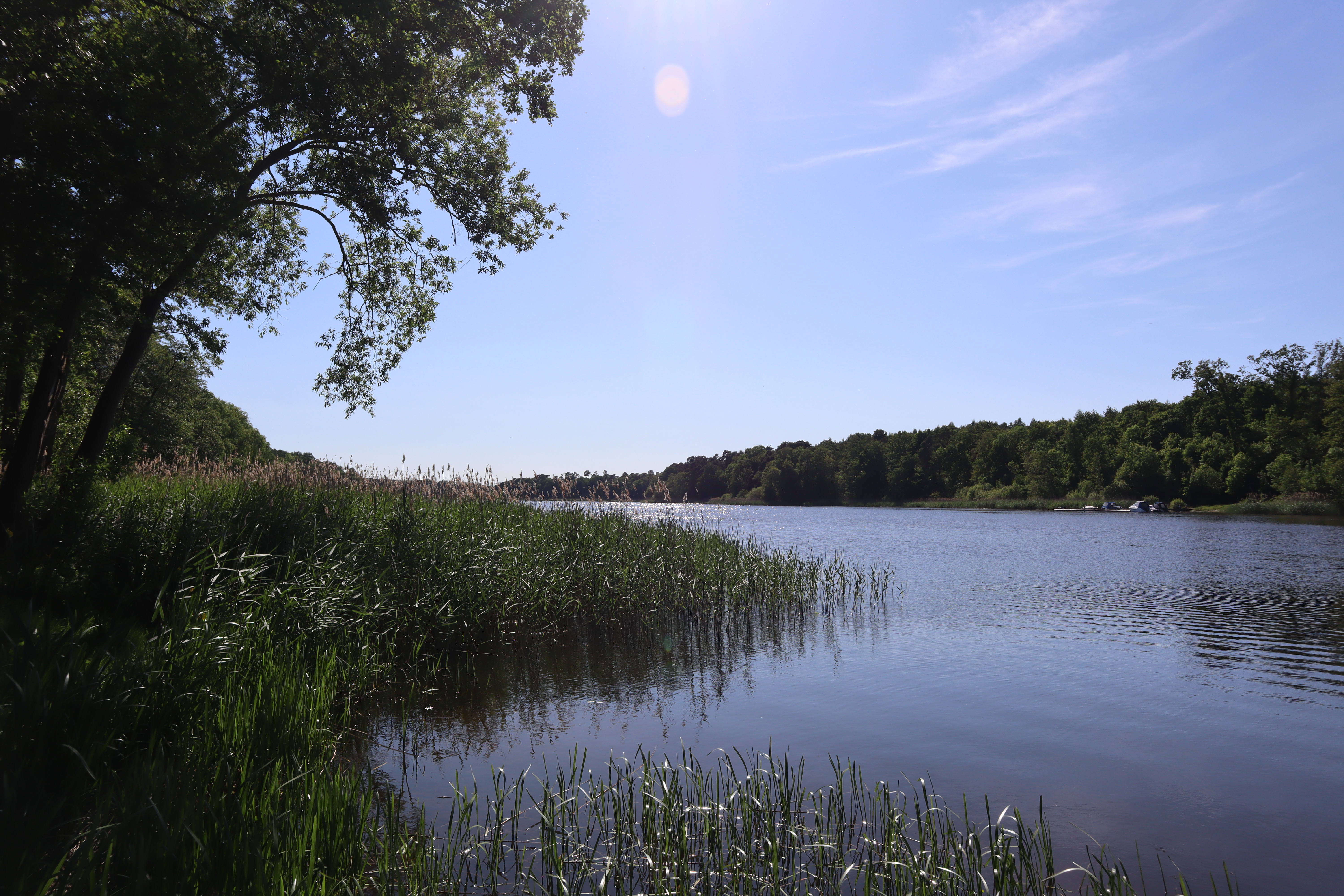
Hohennauener-Ferchesarer See

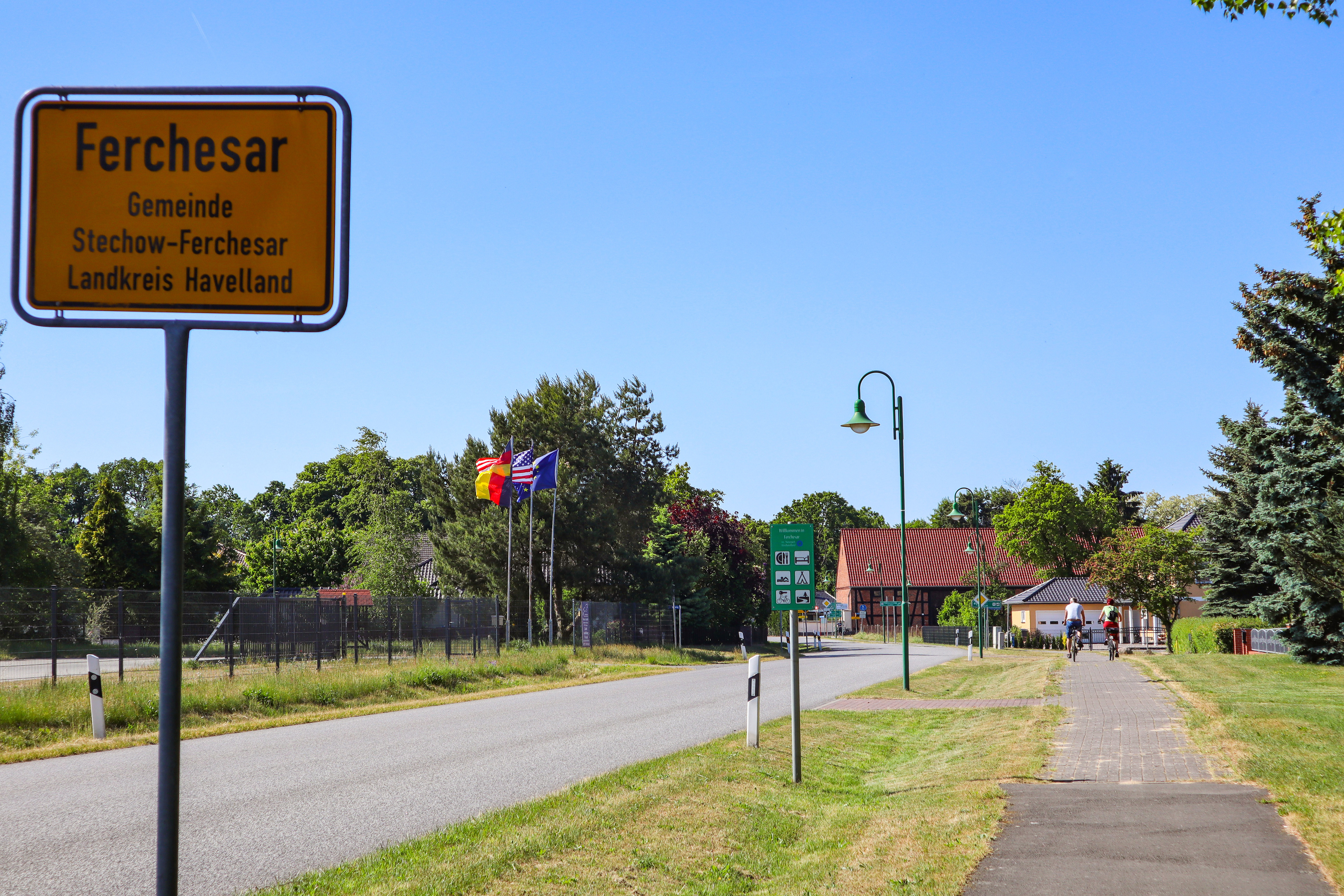
Ortseingang von Ferchesar

An Stechow-Ferchesar grenzen folgende Gemeinden (im Uhrzeigersinn, von Norden beginnend): Kleßen-Görne, Kotzen, Nennhausen, Rathenow und Seeblick.

## Gemeindegliederung
Zur Gemeinde gehören laut ihrer Hauptsatzung die Ortsteile
- Ferchesar
- Stechow

der Gemeindeteil
- Lochow

der Wohnplatz
- Tegeland

## Geschichte
Der Ortsteil Ferchesar wurde im Jahr 1438 und der Ortsteil Stechow im Jahr 1375 erstmals urkundlich erwähnt. Nordöstlich des heutigen Ortes Stechow befand sich die vor 1375 wüst gefallene Siedlung Dranse, südwestlich die Wüstung Lietzen. Der Name von Ferchesar leitet sich vom polabischen *vierch jězora ("Anhöhe über dem See") ab. Die beiden Adelsgeschlechter von Knoblauch und von Bredow besaßen hier, über Jahrhunderte hinweg, Lehensrechte und Grundbesitz.
Ferchesar und Stechow gehörten seit 1817 zum Kreis Westhavelland in der preußischen Provinz Brandenburg und ab 1952 zum Kreis Rathenow im DDR-Bezirk Potsdam. Seit 1993 liegen die Orte im brandenburgischen Landkreis Havelland. Die jetzige Gemeinde entstand am 31. Dezember 2002 aus dem freiwilligen Zusammenschluss der bis dahin selbstständigen Gemeinden Ferchesar und Stechow.
Seit Anfang des 19. Jahrhunderts war Ferchesar Erholungsort und wurde die Perle des Havellandes genannt.

## Bevölkerungsentwicklung
| Jahr | Stechow | Ferchesar | Jahr | Stechow-Ferchesar |
| ---- | ------- | --------- | ---- | ----------------- |
| 1875 | 464     | 406       | 2002 | 911               |
| 1910 | 485     | 357       | 2005 | 939               |
| 1939 | 542     | 358       | 2010 | 916               |
| 1946 | 801     | 476       | 2015 | 895               |
| 1950 | 750     | 447       | 2020 | 878               |
| 1971 | 520     | 314       | 2021 | 896               |
| 1990 | 465     | 325       | 2022 | 875               |
| 1995 | 463     | 326       | 2023 | 888               |
| 2000 | 545     | 348       | 2024 | 873               |
| 2001 | 557     | 335       |      |                   |

 Gebietsstand des jeweiligen Jahres, Einwohnerzahl: Stand 31. Dezember (ab 1991), ab 2011 auf Basis des Zensus 2011, ab 2022 auf Basis des Zensus 2022

## Politik

### Gemeindevertretung
Die Gemeindevertretung von Stechow-Ferchesar besteht aus zehn Gemeindevertretern und dem ehrenamtlichen Bürgermeister. Die Kommunalwahl am 26. Mai 2019 führte zu folgendem Ergebnis:
| Partei / Wählergruppe                       | Stimmenanteil | Sitze |
| ------------------------------------------- | ------------- | ----- |
| Unabhängige parteilose Wählergruppe Stechow | 56,4 %        | 6     |
| Freie Wähler Ferchesar                      | 35,8 %        | 4     |
| Einzelbewerber Wolfgang Wegwerth            | 05,2 %        | –     |
| Einzelbewerberin Annett Isensee             | 02,6 %        | –     |

### Bürgermeister
- 2003–2014: Wolfgang Wergwerth[12]
- seit 2014: Michael Spieck (Unabhängige parteilose Wählergruppe Stechow)[13]

Spieck wurde in der Bürgermeisterwahl am 9. Juni bei einem Gegenkandidaten mit 62 % der gültigen Stimmen für eine weitere Amtszeit von fünf Jahren gewählt.

## Sehenswürdigkeiten

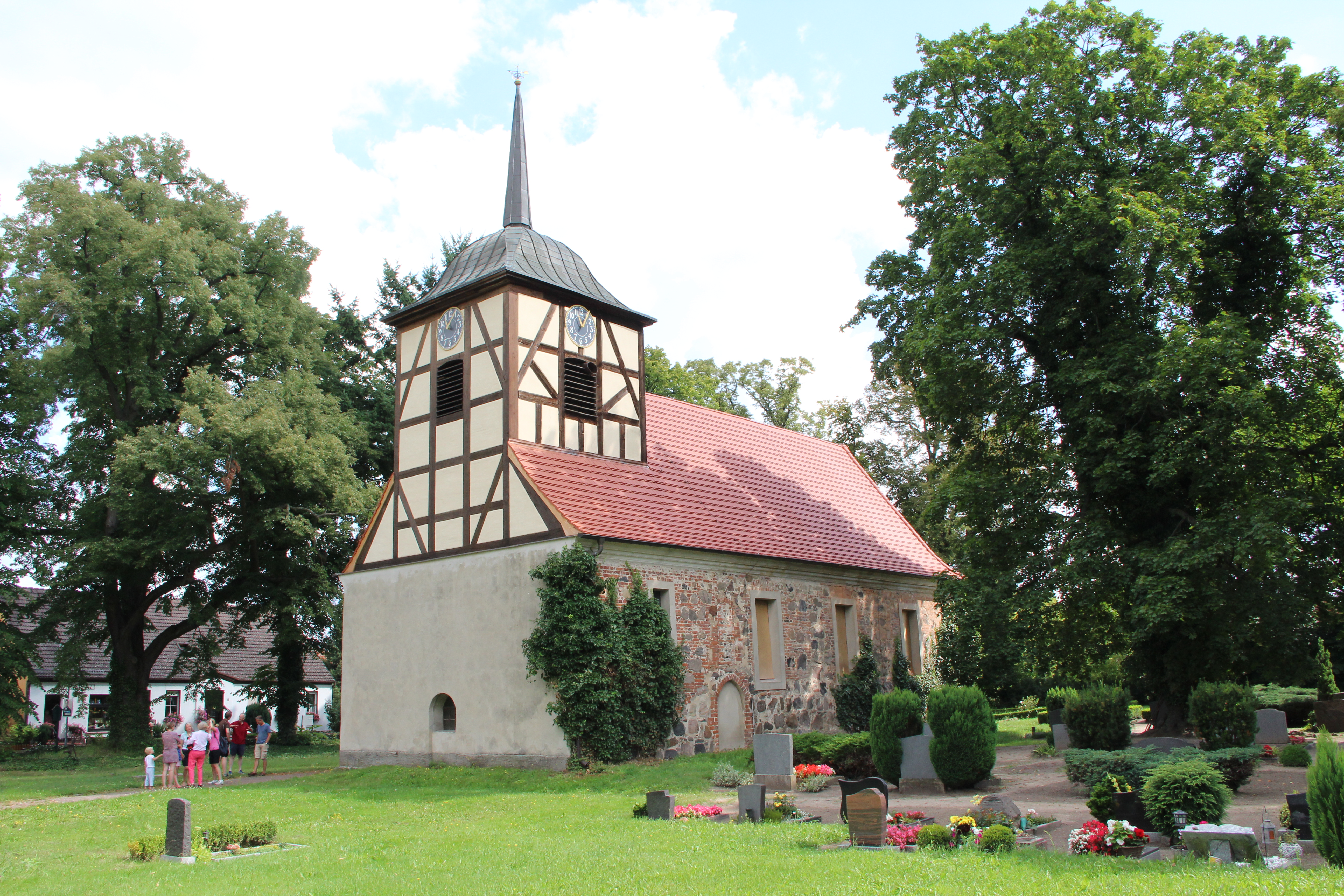
Dorfkirche Stechow

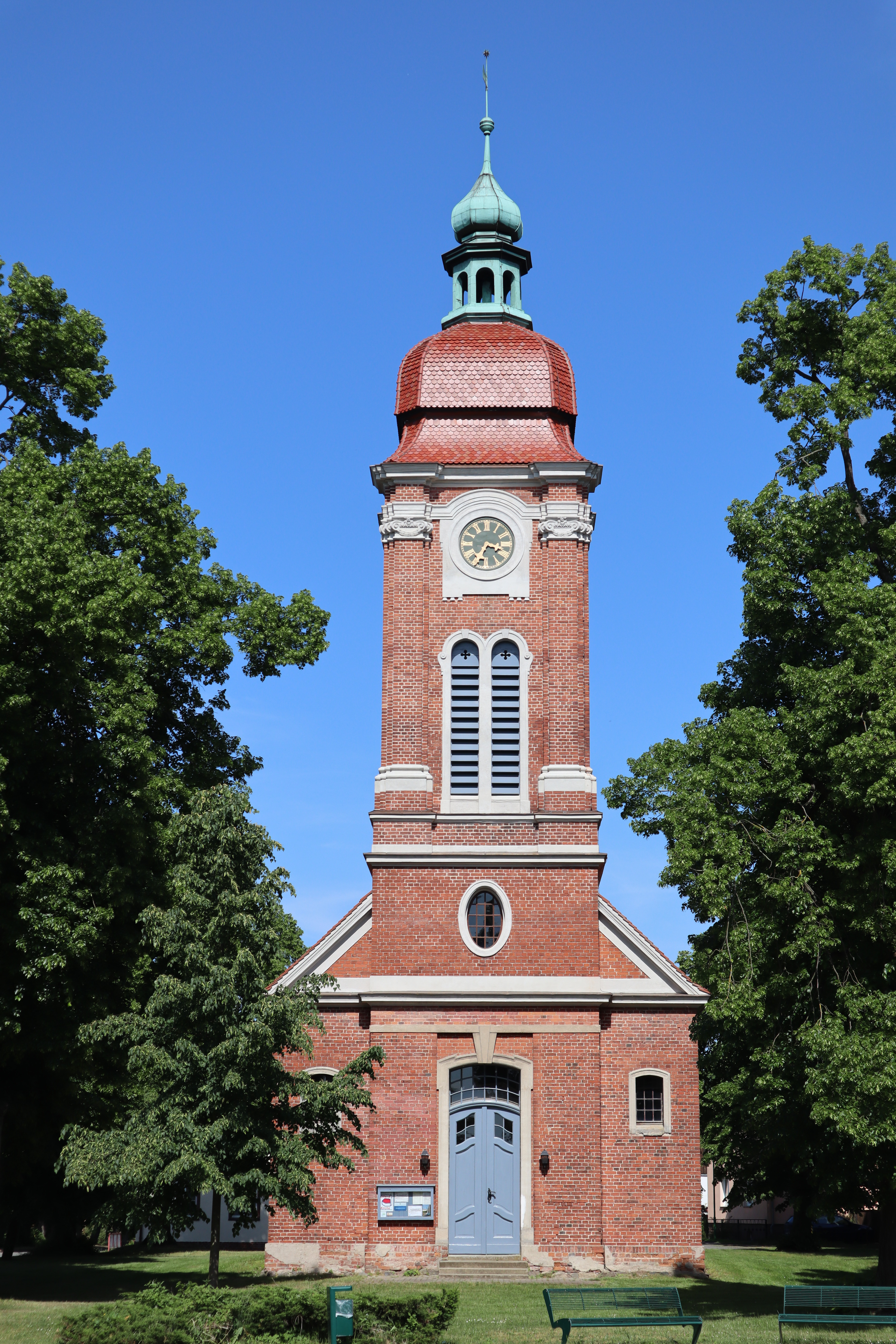
Dorfkirche Ferchesar

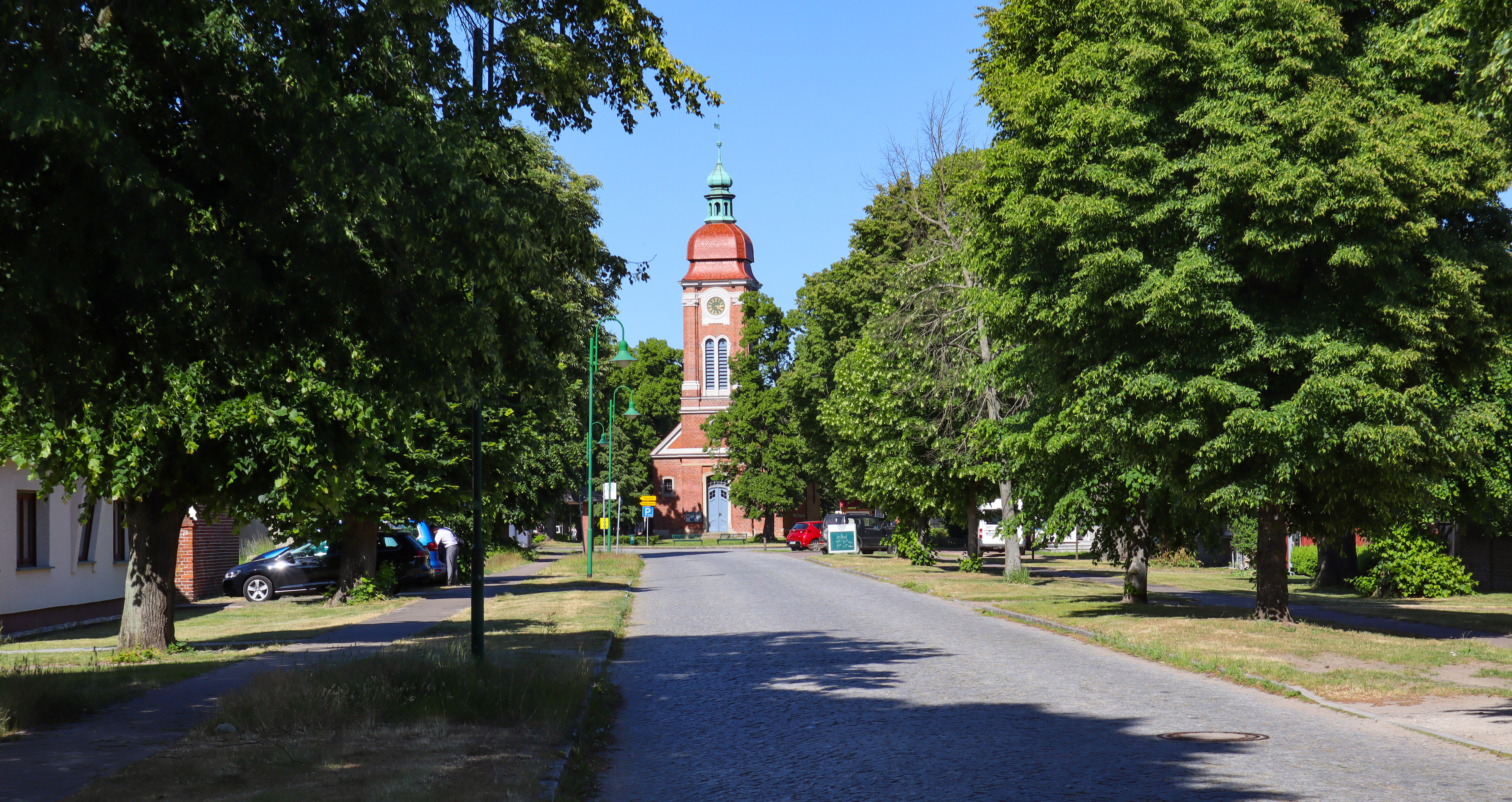
Dorfstraße in Ferchesar

In der Liste der Baudenkmale in Stechow-Ferchesar stehen die in der Denkmalliste des Landes Brandenburg eingetragenen Denkmäler.
Weitere Sehenswürdigkeiten sind:
- die Dorfkirche Stechow, gotischer Saalbau aus dem 13. Jahrhundert, erneuert 1731 mit Turm aus Fachwerk unter barocker Haube, Altaraufbau mit Kreuzigungsgemälde und als plastische Figuren Jesus mit zwei Engeln als Symbol der Auferstehung von 1736
- die Dorfkirche Ferchesar, eine Fachwerkkirche von 1735, mit spätgotischem Flügelaltar aus der 2. Hälfte des 15. Jahrhunderts, dazu Kanzelaltar von 1788 und spätgotische Fünte, das Kirchenschiff 1906 westwärts erweitert und dabei Zwiebelturm mit Laterne neu errichtet
- das ehemalige Forsthaus in Lochow, 1848 anstelle eines Vorgängerbaus errichtet und einstige Heimat der Schriftstellerin Ilse Gräfin von Bredow
- mehrere Fachwerkhäuser aus dem 17. Jahrhundert
- uralte Linden und Kastanien an der Dorfstraße von Ferchesar

Die Naturdenkmale sind in der Liste der Naturdenkmale in Stechow-Ferchesar erfasst.

## Verkehr
Durch den Ortsteil Stechow führen die B 188 zwischen Rathenow und Friesack und die Landesstraße L 982 nach Nennhausen.
Der nächstgelegene Bahnhof ist Nennhausen an der Bahnstrecke Berlin–Lehrte. Er wird vom Regionalexpress RE 4 (Rathenow–Berlin–Jüterbog) bedient. Vom 2. April 1900 bis 1945 führte die Kleinbahn von Rathenow nach Paulinenaue, die „Stille Pauline“, durch den Ortsteil Stechow und hatte hier einen Haltepunkt.
Auf dem Gemeindegebiet befindet sich der Flugplatz Stechow-Ferchesar, ein Sonderlandeplatz der Kategorie III.

## Persönlichkeiten

### Söhne und Töchter von Stechow
- Friedrich Wilhelm von Stechow (1692–1771), preußischer Oberst
- Joachim von Bredow (1858–1914), Admiral der Kaiserlichen Marine
- Clara Schuch (1879–1936), Politikerin (SPD), Mitglied des Reichstages 1920–1933
- Christoph von Bredow (1930–2016), Politiker (CDU), Landtagsabgeordneter in Niedersachsen

### Mit der Gemeinde verbundene Persönlichkeiten
- Ilse von Bredow (1922–2014), Schriftstellerin, im Forsthaus Lochow aufgewachsen
- Mark Heinrich von Nathusius (1932–2020), Generalmajor der Bundeswehr, in Stechow aufgewachsen